# Borys Tarasiuk
Borys Ivanovytj Tarasiuk (ukrainska: Борис Іванович Тарасюк), född 1 januari 1949, var utrikesminister i Ukraina från 2005-2007. Han var utrikesminister även tidigare, från 1998 till 2000. Den 1 december 2006 avsattes han av parlamentet, men återinsattes av president Viktor Jusjtjenko, vilket erkändes av en domstol. Den 20 december hindrade parlamentsledamöter Tarasiuk från att delta i regeringsarbetet. Den 30 januari 2007 meddelade Tarasiuk i en presskonferens att han avgår från posten som Ukrainas utrikesminister.